# Apollo (Slagharen)
Apollo (voorheen Zweefapollo) is een zweefmolen in Attractiepark Slagharen, gebouwd door Schwarzkopf.  Apollo 14 (later Heatwave, Orbiter, en The Plough) is een tweede attractie die later ook omgebouwd was tot zweefmolen en heeft in meerdere attractieparken gestaan.

## Geschiedenis

### Twee Apollo's
Er zijn door het Duitse Schwarzkopf in de jaren 1970 in totaal twee Apollo 14's gemaakt . Beide begonnen hun leven in Duitsland en waren ontworpen als rondreizende attractie op kermissen. Echter het transport van de grote bollen maakte de attractie niet rendabel.
De Apollo 14 als attractie was een ronddraaiende bol waar enkel armen met ronddraaiende capsules aan bevestigd waren die omhoog en omlaag bewogen. Per capsule konden er twee personen plaatsnemen.
Apollo 14
In 1976 belandde Apollo 14 in het toenmalige Ponypark Slagharen via het failliet verklaarde Duitse attractiepark Tivoli Keulen. Apollo 14 stond op de plek waar nu de Galopers voor de supermarkt staan. 
Ponypark Slagharen, dat in 1985 in handen was van Henk Bemboom, verkocht de attractie aan het Engelse Dreamland Margate wat in handen was van zijn zonen. Deze attractie werd daar omgebouwd tot zweefmolen en kreeg een nieuwe kleur en de naam Heatwave. Later verplaatste de attractie naar Lightwater Valley en opende het als Orbiter.
Daarna werd de attractie nogmaals verkocht aan het Engelse Loudoun Castle en kreeg het de naam The Plough. Loudoun Castle is sinds 2010 gesloten en de Apollo bleef achter.
De Apollo staat in 2022 op twee sites te koop voor een prijs van 90.000 euro.  
Zweefapollo
De tweede gefabriceerde Apollo werd al in 1979 omgebouwd tot zweefmolen toen deze in Ponypark Slagharen werd geplaatst naast de origineel gelaten Apollo 14 onder de naam Zweefapollo. De attractie stond op de plek waar nu Sky Tower staat. De Zweefapollo is later verplaatst naar een ander deel in het park. Na het vertrek van Apollo 14 uit het park werd de naam veranderd in Apollo.
Voor het seizoen van 2015 werd Apollo uit elkaar gehaald voor een grootschalige renovatie. De attractie is immers al behoorlijk oud. Hierna kon de attractie weer openen voor bezoekers.

## Technische gegevens (Zweef)Apollo
Bij de Zweefappolo (Apollo) zweven de inzittenden in stoeltjes rondom de maan. Er kunnen maximaal 30 personen in de attractie en een rit duurt 2 minuten en 30 seconden. De zweefmolen heeft een totale theoretische capaciteit van 1104 personen per uur.
In de vroege jaren zaten er 60 stoeltjes aan de attractie.
Afbeeldingen · Main Street